# Lysapsus limellum
A Lysapsus limellum a kétéltűek (Amphibia) osztályának békák (Anura) rendjébe és a levelibéka-félék (Hylidae) családjába, azon belül a Pseudinae alcsaládba tartozó faj.

## Előfordulása
A faj Argentínában, Brazíliában, Paraguayban, Bolíviában és Uruguayban honos. Természetes élőhelye elárasztott szavannák, folyókban lebegő növénycsomók. Rosszul viseli élőhelyének élőhelyének háborgatását, például a víz lecsapolását.